# Лиува I
Лиува I (умер в 571 или 572) — король вестготов, правил в 568—571/572 годах.

## Биография

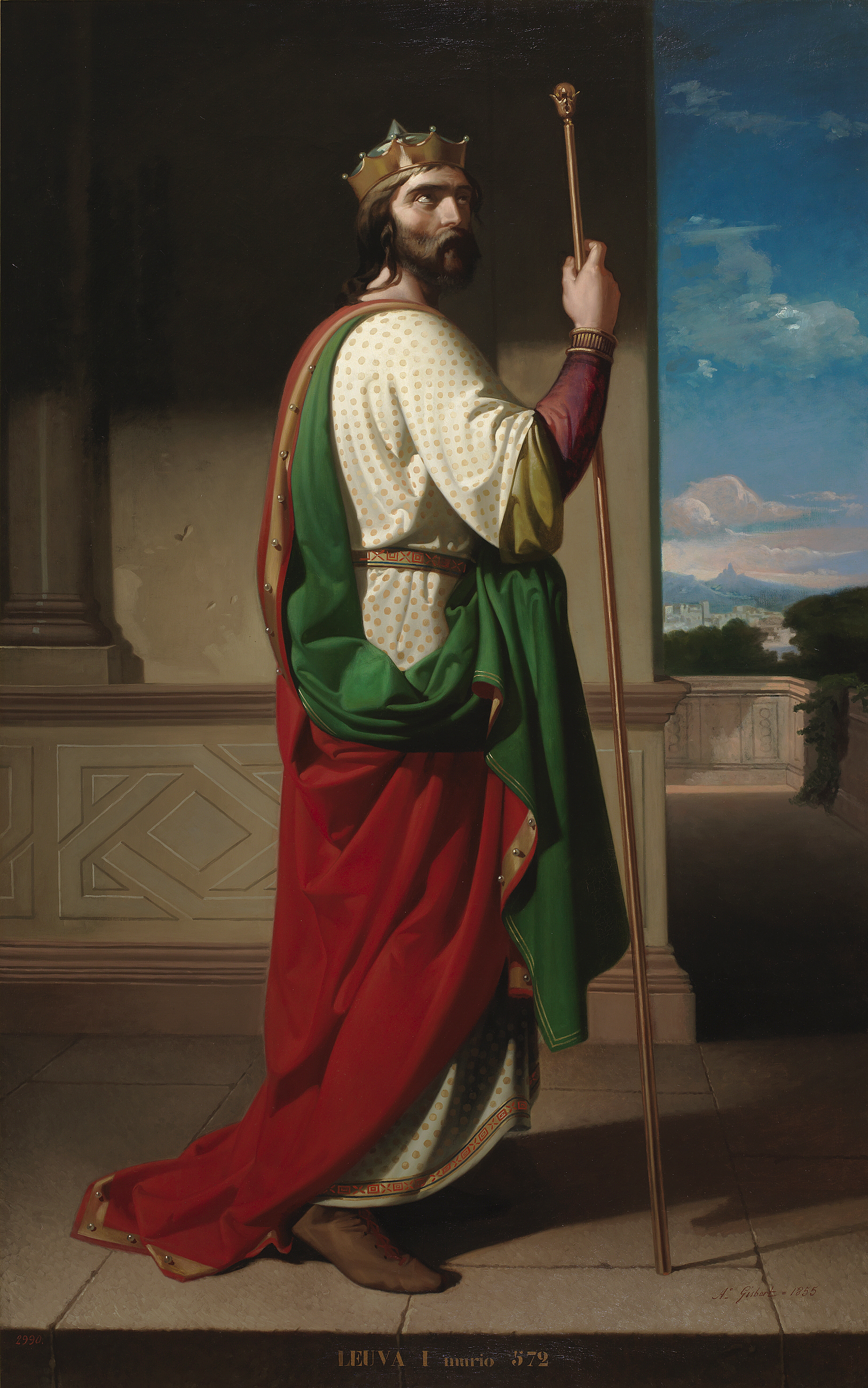
Лиува I — король вестготов. Картина художника Антонио Хисберта (1834—1902). Написана в 1888 году. Здание Конгресса депутатов Испании

После смерти Атанагильда наступил период междуцарствия, продолжавшийся 5 месяцев или, даже, более года. В конце концов, королём в Нарбонне был провозглашён герцог Септимании Лиува I. Возможно, сначала он нашёл поддержку лишь у знати Септимании и вряд ли ступал когда-нибудь на испанскую землю. По каким причинам перебираться к югу от Пиренеев Лиува не собирался, не совсем понятно: то ли он не решался вмешиваться в испанские дела, то ли ему это мешало сделать состояние здоровья (о чём может говорить его скорая смерть). Также и обстановка на франкской границе, как казалось ему, требовала его присутствия. В это время обострилась борьба франкских королей у самых вестготских границ. Король Сигиберт I захватил Арль. Его соперник Гунтрамн осадил город войсками и выбил оттуда противника с помощью его жителей и епископа. Лиува вполне мог опасаться того, что пожар войны перебросится и на вестготскую Септиманию.
На второй год после восшествия на престол, в конце 568 года или начале 569 года он назначил соправителем своего брата Леовигильда. При этом они пришли к соглашению, что Леовигильд будет править в Испании. Сам Лиува, который с этих пор исчезает со страниц исторических источников до самого упоминания о его смерти в конце 571 года или в начале 572 года, сохранял за собой управление Септиманией.
Исидор Севильский утверждает, что Лиува правил 3 года. Два варианта Хроники вестготских королей дают разное число времени правления Лиувы: по тексту А он правил 4 года и 4 месяца, а по тексту В — один год. Но оба эти варианта, возможно, не противоречат друг другу так как Лиува один год правил единолично и ещё три года вместе с братом Леовигильдом.